# Айбар (Іспанія)
Айбар, Ойбар (ісп. Aibar, баск. Oibar) — муніципалітет в Іспанії, у складі автономної спільноти Наварра. Населення — 911 осіб (2009).
Муніципалітет розташований на відстані близько 310 км на північний схід від Мадрида, 34 км на південний схід від Памплони.

## Демографія
Динаміка населення (INE ):

## Галерея зображень

Розташування муніципалітету
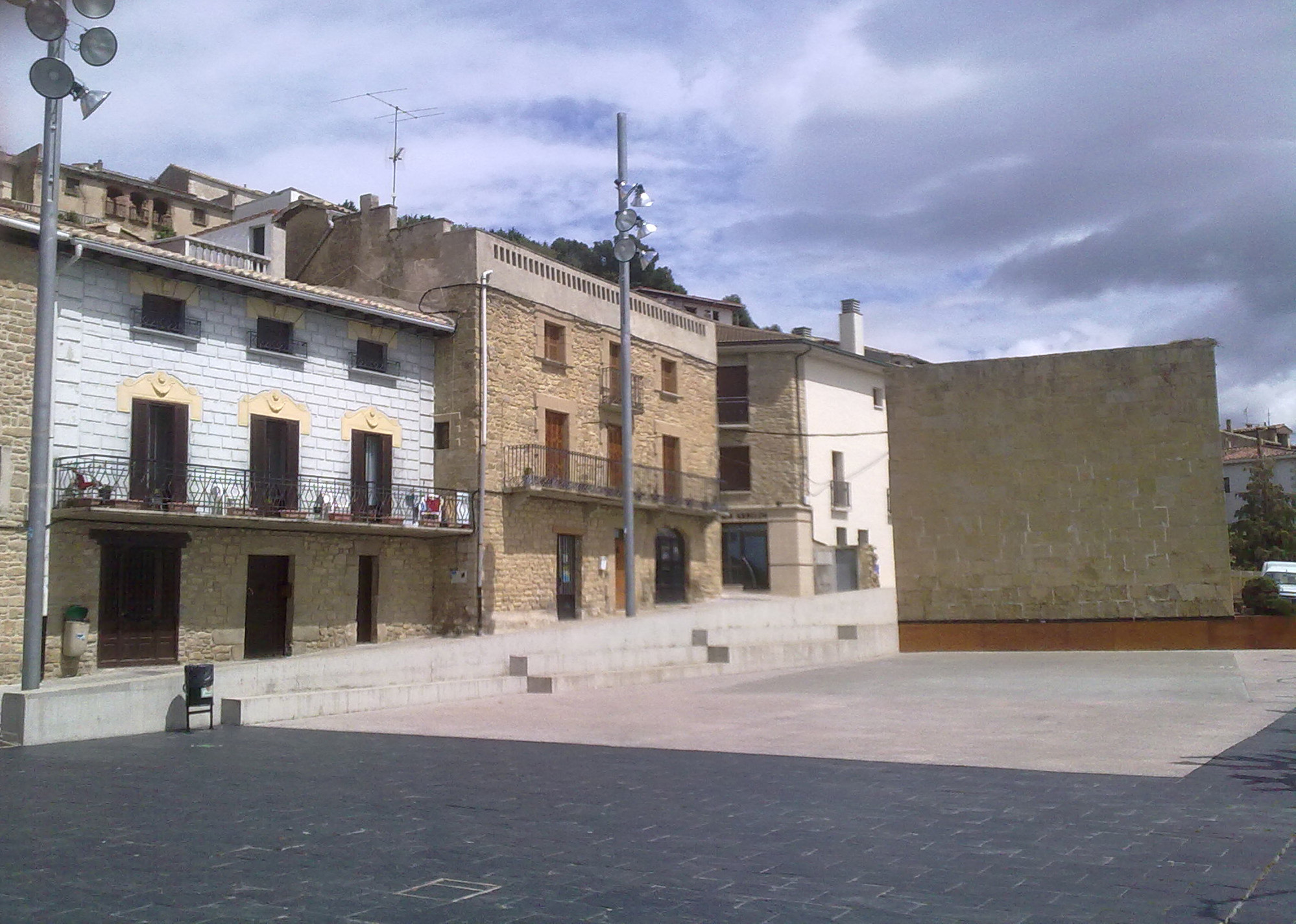
Центральна площа
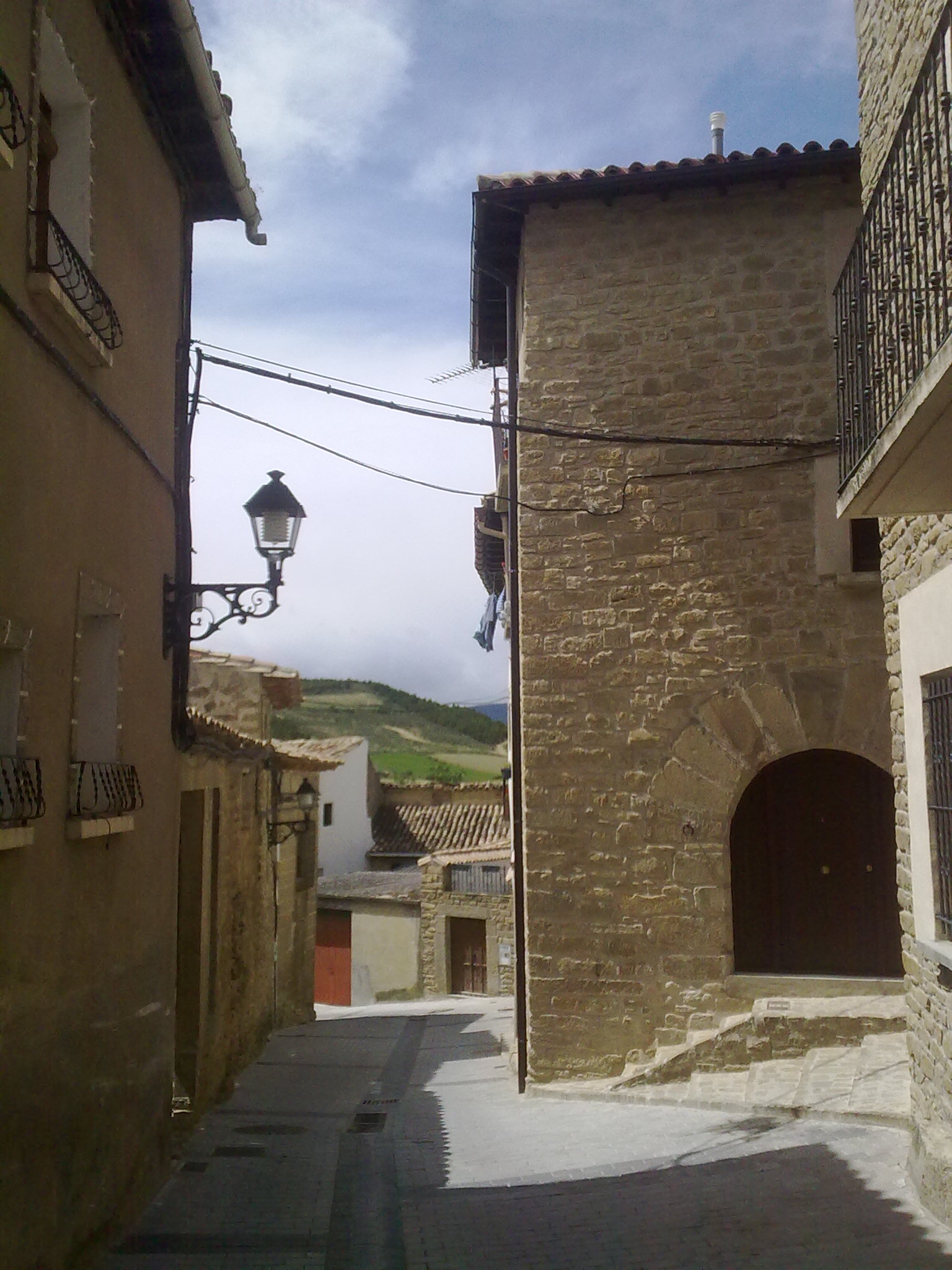
Вулиця Санта-Марія